# Justo y necesario (álbum de Fother Muckers)
Justo y Necesario es el segundo disco de estudio de la banda chilena Fother Muckers. Lanzado el 21 de noviembre de 2008 por primera vez bajo el Sello Cazador.

## Lista de canciones
| Justo y Necesario |                                    |                     |          |  |
| N.º               | Título                             | Vocalista principal | Duración |  |
| 1.                | «Explorador»                       | Cristóbal Briceño   | 02:51    |  |
| 2.                | «Carta a mi país»                  | Cristóbal Briceño   | 03:16    |  |
| 3.                | «Viaje de regreso»                 | Cristóbal Briceño   | 03:47    |  |
| 4.                | «Monstruos marinos»                | Cristóbal Briceño   | 03:26    |  |
| 5.                | «La tercera vía»                   | Simón Sánchez       | 03:23    |  |
| 6.                | «Justo y necesario»                | Cristóbal Briceño   | 03:10    |  |
| 7.                | «El mismo lado»                    | Cristóbal Briceño   | 04:06    |  |
| 8.                | «Bucaneros»                        | Cristóbal Briceño   | 04:15    |  |
| 9.                | «La culebra se mata por la cabeza» | Cristóbal Briceño   | 02:05    |  |
| 10.               | «Los ases falsos»                  | Cristóbal Briceño   | 04:04    |  |
| 11.               | «Gran puente»                      | Cristóbal Briceño   | 03:04    |  |
| 12.               | «2022»                             | Cristóbal Briceño   | 04:11    |  |

## Personal
- Cristóbal Briceño (voz, guitarra)
- Simón Sánchez (bajo, voces)
- Martín del Real (batería, voces)
- Héctor Muñoz (guitarra)
- Gonzalo Núñez (batería y guitarra)

## Enlaces
- Página oficial de Fother Muckers
- Justo y Necesario en Cazador

- Datos: Q5957036